# Ergo Proxy
『Ergo Proxy』（エルゴプラクシー）とは、2006年2月25日から8月12日までWOWOWで放送されたアニメ作品。前作『サムライチャンプルー』を製作したマングローブのオリジナル作品であり、先史文明が崩壊した後の世界（いわゆるディストピア）を舞台にしたSFアニメ作品。哲学・心理学を取り込んでおり、「（自我の）存在理由」がキーワードとなっている。
WOWOWアニメ作品では初の5.1chサラウンド音響で放送された。

## あらすじ
焦土と化した大地と大気中に蔓延する未知なるウイルス、太陽光は粉塵により遮られ、地球は荒涼を極めていた。そのような環境下で生きていくために人々は隔離されたドーム型都市の中での生活を余儀なくされる。
完全な管理体制下にある都市ロムド。人々は「オートレイヴ」と呼ばれるロボットとともに模範的、従順なる「良き市民」として生活していた。しかし近年、犯罪とは無縁と思われていたロムドでオートレイヴに自我の発症をもたらすコギトウイルスの感染が増加し、問題となっていた。ロムドの市民情報局に勤める若きキャリア、リル・メイヤーは、ウイルスに感染し制御不能に陥ったオートレイヴの暴走事件、そして多発する謎の市民斬殺事件の捜査にあたっていた。
ある日、リルは感染オートレイヴの追跡調査で出会した新たなる市民斬殺現場にて、謎の怪物の姿を目撃してしまう。そしてその夜、自宅に残された謎のメッセージ「awakening」に驚愕する彼女の眼前に、その怪物が姿を現した。
怪物は警備局の隠蔽工作により、ストーカーによる一次的な心神喪失状態での虚言症反応で作られたリルの妄想であると片付けられ、リルの目撃証言を信じる者は誰一人として居なかった。警備局の暴走、情報局の沈黙、そして闇へと葬られる謎の怪物「プラクシー」の存在。完璧と思われていたロムドの秩序が少しずつ揺らぎ始めていた。
殺人事件の捜査からも外されたリルはひそかにプラクシーについて調べ始めるが、見え隠れする上層部の思惑に翻弄されてしまう。唯一の手がかりと思われた謎の移民の男も、国家反逆罪に問われ、ロムドから逃亡していた。
真実を求め、リルは欺瞞に満ちたロムドを捨て「死の世界」と言われる外の世界に移民ビンセント・ロウを追う決意をする。プラクシーとは、そしてその果てにリルが見つけた世界を包括する真実とは。

## 登場人物

### メインキャラクター
リル・メイヤー（Re-l Mayer）
声 - 斉藤梨絵
本作の主人公。市民情報局職員で、ドノブ・メイヤーの孫娘。市民ナンバーは「124C41+」。「未来を見通すもの（one to foresee for one）」。目のアイシャドーが印象的な聡明かつ大胆な行動力を持つ美しい少女。性格は男勝りで、高貴な身分の出身である為かプライドが高く少々傲慢。飽くなき探究心の持ち主であり、真相を求め単独行動に出ることもしばしば。
コギトウイルスに感染したオートレイブによるものと考えられていた殺人事件の捜査に当たっていたが、その過程でプラクシーとの遭遇・襲撃を受ける。この出来事で今まで感じたことのない衝撃を受けたことを機に、プラクシーの謎とそこに隠された真実を追い求め奔走することになる。ビンセント・ロウとプラクシーの関連性に気付いた彼女は、警備局に追われロムドを脱出したビンセントを連れ戻しに外の世界に足を踏み入れるが、警備局の定期便による襲撃から彼を守ったことで感染症に罹りロムドへ返される。その後、感染症から回復し、デダルスからプラクシーに関する情報を聞き出す。その際に感染オートレイブによる襲撃を受けるが、逆にこれを利用して再び外の世界へと旅立つ。
その途中にビンセント達と合流し、以後彼らと行動を共にする。当初は考えなどの違いから彼らに馴染む事ができなかったが、次第に彼らを仲間として認識するようになる。
ビンセント・ロウ（Vincent Law）
声 - 遊佐浩二
モスコからやって来た孤独な移民の青年。気が弱くへたれな性格で、天然気質の持ち主。元はモスコの生まれらしいが、そこで暮らしていた頃の記憶がない。ロムドの良き市民になる事を強要されていたため、当初は七三分けに糸目という地味で印象の薄い人物であったが、物語が進むにつれ顔の造作が露骨に変わり、別人のように変貌する。
ロムドではコギトウイルスに感染したオートレイブの廃棄処理施設職員として働き、リルの保護観察を受けていた。リルとは移民雇用施設で出会ってからの知人で、密かに彼女に好意を寄せている。ロムドの「良き市民」になろうと努力していたが、事実無根の国家反逆罪で警備局に追われドームの外の世界へと逃亡。コミューン脱出後、自らの居場所を求め漠然と故郷であるモスコを目指す。行く先々で自分に関わった人々が次々と死んでしまうことから自身に付きまとう「死の影」に対して大いに悩まされる。
旅の途中ハロスで囚われの身となり、廃墟と化したハロスからカズキスによって救出されるが、彼との出会いにより自身の正体がエルゴプラクシーであること、そして自らプラクシーであった頃の記憶を消したことを知る。その事実を知ってからは、自らの過去と正体を知るという明確な目的を持ってモスコに向かうことになる。また、始まりの鼓動以降から、プラクシー同士が出会うと本能的に殺し合いを始めるようなっている為、その時はプラクシーとしての闘争本能が覚醒し、エルゴへと変身する。
道中、ビンセントを追いかけてきたリルを仲間に加え、ピノと三人で失った記憶を求めて様々なドームを転々としながらモスコを目指していた。しかし、モスコに到着して、アムネジアの伝言に従いロムドへと帰還していた途中で謎の失踪を遂げてしまう。独自でロムドに戻った後、自身の出生にまつわる重大な事実を知る。
ピノ（Pino）
声 - 矢島晶子
少女の外見を持つ、愛玩型オートレイヴ。コギトウイルスに感染している為、自我を持つ。元はラウル・クリード夫妻の家庭にいて、その頃は髪や目の色が茶色であったが、感染後は紫色になっている。天真爛漫で好奇心旺盛。センツォン号の進行座標及び現在地の座標を正確に答えたり、絵画の高速模写をこなすなど、ロボットとしての側面を持つ一方で、絵本や鍵盤ハーモニカ、動物の着ぐるみを着て遊ぶなど人間の子供とほとんど変わらない一面も持っている。更にカズキスの本性やレフの変装能力を見抜くなどの子供ならではの勘の鋭さも持っている。好きな物はウサギ。
夫人によってコギトの感染を理由に処分されそうになっていたが、ビンセントによって助けられている。その後セントラルモールでのモナド・プラクシーの襲撃により、ラウル以外の家族を失い、自身もモナドとの接触によってコギトウイルスに感染する。自分が感染オートレイブとして処分されることを悟り、感染オートレイブが辿るとされている逃走ルートを移動中にビンセントと再会、以後行動を共にするようになる。
ラウルによる影響が強く残っているらしく、親に当たる人物を（女性であっても）「パパ」と呼び、ピアノの演奏にも長けている。「戻ったら処分される」と考えていたこともあり、当初はラウルの元に戻りたいとは思っていなかったが、彼と離れ多くの感情をもったことで父親である彼に会いたいと思うようになった。
ラウル・クリード（Raul Creed）
声 - 花田光
ロムド警備局局長。就任した直後に、プラクシー捕獲を任されることになる。「良き市民」の代表格ともいえる人物で、自身も模範として仕事をこなす。当初は無表情でストイックな面が目立っていたが、モナドプラクシーの襲撃とそれによる家族の死を目撃してから、徐々に感情的な一面が顔を覗かせている。特にピノを含めた自分の全てを失うきっかけを作った人物であり、元凶であり創造主＝勝者であるビンセント（エルゴ）に対しては強い憎しみを持っており、徹底的に彼を攻撃した。
プラクシーの謎を追う内にロムドが滅びに向かっていることを知り、システムの改善によって破滅の運命に抗おうとする。それに対してただ滅びの運命に従うロムド執國ドノブ・メイヤーに対して反発的になっていく（その反発によって一時的に警備局局長の地位を剥奪されたことがある）。そしてロムドを滅亡から救う手立てとして、ADWプロジェクトを進めるが結果的に自らの手でロムドの滅亡を早めてしまう。崩壊が進む中、ビンセント＝エルゴが再びロムドに帰ってきたことを知ると人間もどきとしての運命に抗うために最後まで彼に戦いを挑もうとする。しかし頼みのFP光線弾も底尽き自宅に退避していたときに、ピノの描いた絵を見つけ彼女も戻ってきたことを知る。そして彼女を探してドーム内を彷徨っていたところ、移動中の大型オートレイブに接触、割れたショーウインドウに串刺しとなり息絶える。彼の死体はクリステヴァによって見届けられた。
デダルス・ユメノ（Daedalus Yumeno）
声 - 小林沙苗
ロムド市民厚生局主任の少年。リルの担当医でもある。イギー曰く「リルの王子様」。極秘研究施設での研究者としてモナド・プラクシーの観察を行っていた。プラクシーの謎を知ることは人間にとって大いなる力となるという考えから、彼もリル同様プラクシーの謎を解くことに興味をもっている。
当初リルにプラクシーのことを隠していたが、彼女が外の世界を知ったことと上記の自身の考えから彼女に協力するようになる。プラクシーのアムリタ細胞を死滅させるFP光線を開発するなど、医者としても研究者としても優秀で抜かりなく、その才能はリルも認める程。その一方、彼女を守ることがレゾンデートルであることと個人的な想いから、彼女に対する執着心は相当のものである。
感染オートレイブの襲撃に際しリルの死を偽装し、彼女のロムド脱出を手助けする。その後、ラウルの元でプラクシーの研究を行う。そしてロムドの滅亡を回避する手立てとしてモナドの再生を試みていた。
イギー（Iggy）
声 - 水内清光
リルに随行するアントラージュ型オートレイヴ。男性型だがチューリング機能アプリに女性の話し方をインストールされており、外観とのギャップからオカマ口調のようになってしまっている。リルの単独行動によく振り回されていて、それによって自らの身体に危機が及ぶこともある。また彼は執國ドノブ・メイヤーとの情報接続がなされていて、さながら彼女の監視役にもなっている（後にデダルスの手でその情報接続を切断される）。
常にリルを影で支える役割を果たしていたが、感染オートレイブの襲撃の際にコギトに感染する。感染検査は受けたが、手順を知っていた彼にとっては何の問題もなかった。これにより自我を持つようになった彼は、リルの単独行動に対するアントラージュ型オートレイブと主人との相互関係や、彼女が自分のことを相手にしてくれないことについて苦悩する。そして彼女を隔離し、彼女の興味の対象であるプラクシー＝ビンセントの殺害によって以前の関係を取り戻すことを画策する。しかしビンセントのプラクシーとしての力に敵わず逃走。その後リルを追ってきたニートのオートレイブの自爆から身を挺して彼女を護り、自身は大破。頭部だけとなった彼はリルに対する憎悪と「自分のことを嫌いにならないで欲しい」という相反する気持ちを交互に訴え続け、最期はリルの手によって介錯された。
コギトに感染したにもかかわらずリルの元に居続けたことからも、彼のリルへの想いはとても強いものであったといえる。リルも彼の死後、とても大きな存在であったことを自覚していく。
クリステヴァ（Kristeva）
声 - 桑島法子
ラウルに随行するアントラージュ型オートレイヴ。彼の指示に対して迅速な対応をして、彼の実務を助ける優秀なオートレイブである。彼が警備局局長としての地位を剥奪され暴走した時には局長代理として任務を遂行し彼を捕獲する策を講じたこともある。
物語後半、感染経路は不明だがコギトに感染し、警備局局長としてのではなく、ラウル・クリードその人を守り導くことをレゾンデートルとし心底尽くす。その姿はリルのアントラージュであるイギーと通じる部分がある。ラウルの死体を見、その手に握られたピノの描いた絵（ラウルとピノが並んで笑っているもの）から彼の想いを察し、彼の愛したピノを守るという事に新たなレゾンデートルを見出し、ピノをセンツォン号へと導く。
ドゥルーズ（Deleuze）
声 - 矢澤喜代美
ガタリ（Guattari）
声 - 立野香菜子
デダルスに随行する2体のアントラージュ型オートレイヴ。ちなみに本来ロムドのオートレイブはドノブとの情報接続が成されているが、デダルスの手によって切断されており、情報の機密性が確保されている（よって、彼らの見聞きした情報はドノブには伝わらないようになっている）。
ドロシー（Dorothy）
声 - 小林沙苗
ビンセントに随行していたアントラージュ型オートレイヴ。ビンセントに的確な指示を与えていたが、物語の冒頭部で破壊される。
ドノブ・メイヤー（Donov Mayer）
ロムド執國として都市全体を統括している人物。リルの祖父。ロムドの全オートレイブを通しての市民管理など徹底的な統治を行っている。老衰のためか常に生命維持装置のようなものを付けている。自分から喋る事はなく、常に4体のアントラージュ型オートレイヴを通して自らの意思を伝えている。
エルゴがロムドを去る時に彼との邂逅を果たし、ロムドの全てを任されることになる。そしてプラクシーの失踪によってロムドに近づく滅亡の運命に対し抗うことなく、あくまでその運命に追随する姿勢を取っている。
デリタ（Derrida）
声 - 沢海陽子
ラカン（Lacan）
声 - 田中敦子
フッサール（Husserl）
声 - 柴田秀勝
バークリー（Berkeley）
声 - 島香裕
ドノブ・メイヤーに随行する4体のアントラージュ型オートレイヴ。石像のような姿をしている。ドノブ・メイヤーに代わって彼の意思を伝える役割をもっている。

### サブキャラクター

#### PROXY（プラクシー）
MCQのクイズによればProxyは全員で300名いたらしい。
エルゴ
Proxy I。死の代理人。長髪のある白い仮面をつけている。ビンセントの本性であり、プラクシーとしての記憶を失っているらしい。
ロムドドームの創造主だが、第一話始まりの前に一度ロムドを離れ、モスコへ辿った。後は移民の「ビンセント・ロウ」としてロムドへ戻った。「はじまりの鼓動」の直後、リルの自宅を襲撃し、彼女を生まれて初めて心の底から恐怖させ、プラクシーの謎を追うきっかけを与える。ビンセントのペンダント（実はモナドのペンダント）が破壊された彼女の自宅から発見されたことや彼の行く先々で出現することから、当初からビンセントとの関連性が疑われていたが、正体は彼自身であった。ちなみに彼の意思にほぼ関係なく変身し、当初はプラクシーとなった時の記憶は残らなかったが、自らの正体を知った後は変身後もビンセントとしての意志を保てるようになった。
明らかにビンセントとは異なる人格が存在していて、それが彼の過去と何らかの関係をもっていると考えられるが、実際はプラクシー・ワンがエルゴの意識の介入を行ったことによるものである。
モナド
Proxy XIII。モスコドームの創造主。リルが最初に会ったプラクシーでもある。
エルゴが不在となったロムドによるモスコ侵攻で、ロムドの生命力として拉致され、ロムドの極秘研究施設に幽閉、実験の対象にされる。長らく昏睡状態にあったが、「始まりの鼓動」により覚醒して暴走、研究施設から逃走した。特にビンセント（エルゴ）を執念深く追いかけていて、その過程で多くの人々を殺害している。エルゴとの戦闘によって死亡する。カズキスによれば、元々エルゴとはお互いに愛し合う仲で、エルゴの記憶も持っているらしい。
セネキス
ハロスドームの創造主。月光の代理人。外見上は女性の姿で、1つ目の仮面をつけており、頭部には手にも羽にも見える触角のようなものが付いている。
狂気に生き、ハロスの人々を次々と惨殺していた。ハロスの兵士たちを全滅させた後エルゴと戦うが、力負けし敗北する。
カズキス
声 - 井上和彦
アスラドームの創造主。輝きの代理人。「カズキス・ハウアー」の正体である。戦闘に際しては自身の身体能力と、手から放つ炎（パイロキネシス）で戦う。
プラクシー抹殺プログラムの存在を知りながら（彼はそれを「嘆きのさだめ」と呼んだ）、セネキスと愛し合いその時が来ればともに殺し合うことを誓い同じ場所にドームを作った。それゆえに彼女を殺したエルゴ（ビンセント）を許し、それどころか愛し、真の友として迎えようとした。しかし彼がプラクシーとしての記憶を失っており、尚且つ彼が記憶を失った状態でセネキスを殺したことを悟り、苦しみを分かち合う存在のはずの彼が、プラクシーとしての記憶を放棄しセネキスを殺した「裏切り者」であることに慟哭し激怒する。その力は圧倒的で、ビンセントの意識のままのため葛藤や迷いから全く実力を発揮できないエルゴを追い詰めるが、途切れる意識の中脳裏に浮かぶリルの姿を引き金に力を覚醒させたビンセントのまえに敗れ去る。
JJ
声 - 大塚周夫
シティー・ライツ・ブックストアの店主。正体はビンセント（エルゴ）を導く「記憶の番人」。
ニート
リルとビンセント達が合流した森にいたプラクシー。オートレイブに自分の身の回りの世話をさせていた。ゴリラと思わせる巨漢であり、戦闘ではその体や怪力を用いる。
ニートの覚醒に呼応したエルゴと戦闘になるが、リルの放ったFP光線弾が命中し絶命する。
レフ
他人に姿を変える能力をもつプラクシー。誰かに愛されたいという願望を持っていて、プラクシーとしての自分を人々が受け入れてくれなかったために、対象となる人物の好きな人に姿を変えることで他人からの愛を得ようとした。しかし結局人々が本来の自分自身を愛してくれないことを悟り、自分自身の存在を消すために人々を殺害していた。
ドームに訪れたリル達も手を掛けようとしたが、リルにおいてはピノの妨害を受け、ビンセントに対してはぎりぎりのところまで追い詰めたが、自分の正体を知りたいという彼の意思に阻まれる形になった。後の消息は不明。
MCQ
声 - 江原正士
悪夢のクイズSHOWの司会。人工衛星を通じて全世界にクイズSHOWの生中継を行い、異常なまでのハイテンションでクイズの進行を行う。このクイズSHOWでは挑戦者とMCQとの対戦形式をとっており、30分で100万点を取れば挑戦者の勝ちとなり豪華商品の授与と同時にMCQは死亡することとなっている。だが逆に30分で100万点を取れなかった場合挑戦者が死ぬという内容になっており、MCQは25連勝中であった。ただしこのクイズはMCQ自身なりの"Proxyの戦い"である。
26人目の挑戦者であるビンセントが30分で100万点を獲得したためMCQはスタッフや観客（全員オートレイブ）から花束を受け取り最後の時を迎えることとなった。なお、彼はビンセント達にこの世界の成り立ちとプラクシーの謎の真相の大部分を明かした。
ウィル・B・グッド
声 - 堀内賢雄
スマイル園の創造主。外見はウォルト・ディズニーに似ている。スマイル園の人々の笑顔を絶やさぬように常に新しいアトラクションとキャラクターを作り続ける一方、人気の無くなったアトラクションとそれに関連していたキャラクターを次々と処分していた。
スマイル園の崩壊を防ぐためにピノの夢の中に現れエルゴ（ビンセント）の弱点を聞き出そうとするが、彼のやり方に反感を持ったキャラクターたちに袋叩きにされてしまう。しかしピノがスマイル園を守りたいという彼の願いを聞き入れ、ビンセントたちを説得しスマイル園に立ち寄らせなかったため、一時的にではあるがスマイル園は滅亡の危機から救われた。
スワン
声 - 渡辺美佐
強い精神干渉能力を持つ。外見上は女性の姿をしている。
ビンセントの精神に介入し、リルの記憶から構築したバーチャルなロムドの中でビンセントを操り、リルを殺害させようとする。しかし、ビンセントに見破られ、最後は「さよなら」を残し消え去った。
プラクシー・ワン
声 - 大塚芳忠
Proxy I。自らのドームにおいて人類の再生に成功し、唯一の「勝者」であるプラクシーとなった。エルゴ（ビンセント）と同じ容姿を持ち、エルゴを「影なる存在」と呼んだ。
実は彼こそが本物のエルゴ・プラクシーであり、エルゴは彼がはるか昔にロムドを捨てていくときに残していった替え玉（自身のクローン）であった。両者の外見は全く同じであるが、リルは両者の違いに気付いた（リルの「真実」）。
「始まりの鼓動」以降、人間もどき達に対する創造主としての愛憎と、自らの創造主への愛憎、その対比・矛盾に苦悩していた。すべてを理解した彼は創造主＝本物の人類へ「罰を与える」ため、ビンセントに似た自らの姿を利用してラウルを挑発し、自らが再生した人類を滅亡させるよう仕向けた。また、もう一人のエルゴ（ビンセント）の意識に入り込み暗示をかけている。第一話冒頭で語られる謎の独白は声こそ違うものの、プラクシー・ワンの心の声（復讐の動機）そのものである。
再生モナド（リル・2・リアル）
リアル・メイヤーを母体とし、デダルスの手によって再生されたモナド。モナド（オリジナル）同様に白髪であることと翼が生えている事以外はリル・メイヤーと同じ容姿を持つ。エルゴと別れた後、宇宙から帰還した人類を迎えに行こうとするが、太陽光を浴び消滅した。

#### ロムド
Petro Seller
声 - 掛川裕彦
移民局オートレイヴ処理課 課長。ビンセントの上司。リルの身の上を知っているらしく、彼女を「お嬢様」と呼ぶ。またコギトに感染したピノの処理にも出動している。汚名返上と名誉挽回の用い方の錯誤に気づいていない。
メアリー ED26731
使われていない移民局施設にいた女性型愛玩用オートレイブ。リルの目前でコギトに感染する。その場は逃走するが、後にリルの住家の近くでビンセントによって処理されている場面が見られる。
Cage Seal
声 - 銀河万丈
情報局局長。リルの上司。オートレイブに依存している傾向が見られる。市民警備局の思惑により、当初リルが捜査していた殺人事件の担当を外すことを通達する。
ラウル・クリード夫人
声 - 田中敦子
夫であるラウルが市民警備局局長であることから少々傲慢な面が目立つ。ピノの元々の主人でもある。ビンセントにコギトの感染を理由にピノの処理を頼むが、検査の結果確認されなかったため彼女の処理を拒否される。その際、移民であるビンセントに対し「移民」と連呼しているなど軽蔑する発言をしている。ラウルに赤ん坊を見せるためにセントラルモールに来ていたところ、ビンセントに対するモナド・プラクシーの襲撃に巻き込まれ、ラウルの目の前で赤ん坊共々殺害される。この一件により、ラウルはプラクシーを掃討するような考えを深めるきっかけとなった。
リアル・メイヤー
声 - 小島幸子
デダルスが密かに作っていたリル・メイヤーのクローン。実はリル自体が、エルゴの捕獲という目的で、モナドのクローンあるいは遺伝的にモナドの因子を持って作られた存在であり、ドノブがリルを失敗作であると断念した（オートレイヴによる襲撃）結果、2度目の挑戦としてデダルスにリアル・メイヤーの作製を命じたという設定がある。よって、モナドのクローンでもあるともいえる。
デダルス本人としては、デダルスの事だけを考える「理想のリル」を作りたかったようだが、エルゴと接触した事でモナドとしての記憶を復活させ、エルゴを求めるようになる。リルがモナドと独立した（人間としての）自我を持っているのに対し、リアルはモナドの記憶を復活させ、最後にはリル・2・リアル（新生モナド）となった。

#### コミューン
フーディー
声 - 有川博
コミューンのリーダー的存在。ロムドから逃亡したビンセントを介抱した。一見すると思慮深い老紳士。コミューンの人間たちに対してビンセントを「革命戦士」と偽って認めさせたり、音楽プレーヤーを通信機のように偽って周囲の人間にロムドと通信しているように思い込ませるなど、虚言癖がある。どれもその場しのぎの幼稚な嘘ではあるが、ビンセントの身を案じてのことでもあり、コミューンの分裂を防ぐためのものであったりと、彼なりの優しさからくる嘘である。コミューンの住人たちの大半は何か違和感は覚えていても、不安を紛わせ偽りの希望を与えてくれる彼の嘘を特に疑いもせず受け入れている。しかしプラクシーの特徴など彼の発言の中には、結果的に真実となった事柄も多い。感染症に罹ったリルを搬送するため、ロムドへの帰還を果たす。眼下に広がるロムドの街を一望し在りし日の思い出の中、充足感とともに射殺される（ロムドには一度外へ出た者は2度と戻れないというルールがあるため）。
クイン
声 - 湯屋敦子
息子のティモシーとコミューンで暮らしている姉御肌の女性。ロムドに戻れないということを自覚しており、もともとコミューンを離れることを考えていたが、ロムド側の襲撃により我が子ティモシーを失ったことで、本格的に仲間と共にコミューンから外界への脱出を図る。その際にロムドの人間であるリルに怒りを覚え、感染症に罹っていた彼女を人質にすることを画策した。ロムド側からの追手を振り切り脱出に成功するが、その戦闘の際に負傷し息を引き取る。クイン・ティモシー親子の死はピノに心（特に寂しいという気持ち）の存在を明確に示すことになった。
ティモシー
声 - 高戸靖広
母であるクインとコミューンで暮らしている少年。コミューンでピノと友達になる。お絵かきが好き。ロムド側の襲撃によって死亡。皮肉にも彼の死がピノに心の存在を示すきっかけとなった。
空虚人
声 - 大友龍三郎、たてかべ和也、水内清光、望木祐子、石住昭彦
コミューンに住む人々。ロムドを追われコミューンを自由の世界というが、中にはロムドへの帰還を望む者もいる。日々ロムド側の定期便の脅威にさらされており、コミューン掃討作戦およびコミューン脱出の際の戦闘で多くの犠牲者が出た。わずかにコミューン脱出に成功した者も外世界の厳しい環境によって全員死亡する。

#### ハロス
オマカトル
声 - 津田英三
ハロスの軍隊の副官。食料とセンツォン号の修理の引き換えとして自分たちと共にナイツと戦うことをビンセントに要求するが、セネキスによる兵士の殺害をビンセントの仕業と断定し牢獄に閉じ込めてしまう。セネキスによって惨殺される。
パテカトル
声 - 福田信昭
ハロスの軍隊の司令官。人間はオートレイブに勝たなければならないという考えを持っている。ナイツによって人口母体（ロムドのウームシスと同じ）が破壊され軍用ヘリでの脱出を図ろうとするが、セネキスから逃れることはできなかった。
マヤウェル
声 - 小林愛
ハロスの女性。月光の代理人・セネキスの覚醒、はじまりの鼓動について述べていたが、狂人とみなされ牢獄に閉じ込められていた。ナイツによって開放されるが、セネキスによる軍用ヘリの墜落に巻き込まれ死亡する。

#### アスラ
カズキス・ハウアー
声 - 井上和彦
アスラの塔に一人で住んでいる人物。ワインを好んでおり、味にはかなりうるさい。一見紳士的な人物に見えるが、空になったワインの瓶を投げ捨てるなど粗暴な一面も見られる。ハロスをナイツと呼ばれるオートレイブで攻撃していた張本人である。

#### その他のプラクシー
ニートプラクシーのオートレイヴ

#### 悪夢のクイズSHOW
ソウミちゃん
声 - 沢海陽子
悪夢のクイズSHOWのナレーター。他の悪夢のクイズSHOWのスタッフ同様オートレイヴであると思われる。徐々に年を取るような感じでクイズ内容の紹介をする、解説の途中に私語を入れるなどくだけた印象がある。

#### モスコ
アムネジア
声 - 島田敏
エルゴ（ビンセント）の記憶の番人であったオートレイブ。コギトに感染し記憶の維持が困難になったため、全ての記憶を秘密の部屋の壁に書き写していた。プラクシーワンの手によって破壊される。ワンからビンセントのペンダントと同じものを預けられ、彼らにロムドに行くように伝えた。

#### スマイル園
アル
声 - 楠大典
プル
声 - 伊藤健太郎
娯楽用オートレイブ。アルとプルはそれぞれ自分のことを「太めのチビのハナペコ」、「細めノッポのいばりんぼ」と言い、気の合う仲良しとして行動を共にしている。娯楽用のためか動きが他のオートレイブよりも非常にコミカルである。
お笑いアトラクションのコメディア・デラルテに所属していたが、アトラクションが閉鎖されたためゴミ捨て場にいた。途中で色々目的を変えながら、ピノと一緒にスマイル園を冒険する。ピノの自然な笑顔に感化されウィル・B・グッドに反発するが、彼の真意を知りピノにスマイル園を救うよう頼む。
ロギ
声 - 草尾毅
コオロギの姿をした監視・偵察用オートレイブ。ウィル・B・グッドの意思に従ってピノからビンセント（エルゴ）の弱点を聞き出そうとするが、肝心なところでアルとプルに話をそらされる上に、彼らからは終始無視されてしまう。アルやプルたちのせいで話が進まないことに苛立ち、手っ取り早くピノたちをウィル・B・グッドのもとに向かわせる。
ポリスワン警部
声 - 柳沢栄治
スマイル園の警備を行っているオートレイブ。名前の通り犬と同じ姿をしていて、なぜか園内を見回るときは自分の顔を何倍にも大きくしたような被り物をしている。タダ乗りしようとしていたピノたちを逮捕するが、ピノの自然な笑顔に影響を受ける。
ポリスニャール
声 - 立野香菜子
ポリスワン警部の助手をしているオートレイブ。名前の通り猫と同じ姿をしている。彼女も警部同様ピノの笑顔に感化される。

## 用語
始まりの鼓動
プラクシープロジェクトにおいて、完全な人類再生に成功したときに始まるプラクシーへの異変を指したもので、プラクシーの創造者がしくんだプラクシー抹殺のためのプログラム。プラクシー同士は出会えば本能的に殺し合うこととなる。プラクシーワンが完全な人類作製に成功したことでこれが始まり、モナドの覚醒も同時期に起きた。殺し合う本能を「嘆きのさだめ」とカズキスは呼んでいた。プラクシーが死ねば、子孫を作れない人間もどきは必ず滅びることになる。プラクシープロジェクトの終焉、ブーメランプロジェクトによって疎開した人類の帰還を意味する。
プラクシー
異常な身体能力を持つ異形の怪人（中には人間に擬態しているものもいる）。その実態は、各ドームとそこに住む人々（人間もどき）を作った創造主である。デダルスの研究によると生物学的または神学的に見ても人間とは異なる存在であり、性別も確認できないとされている。体は不死身のアムリタ細胞で構成されているため基本的には不死身である（詳細はアムリタ細胞の項目を参照）。
プラクシーのペンダント
それぞれのプラクシーに与えられているペンダント。それぞれにプラクシーのナンバーを示すローマ数字が刻まれている（ちなみにプラクシーワンはI、モナドはXIII）。
アムリタ細胞
プラクシーの体を構成する細胞。基本的に不死身であり、プラクシーの生命力はこれに由来する。ただしプラクシー同士での戦闘やFP光線や太陽の光を浴びた場合には細胞が破壊されるため、その場合プラクシーは死亡する。
人間もどき
プラクシープロジェクトにおいて、プラクシー達に不完全な形で創造された人類。完全な人類に比べ、交配で子孫を作れない、免疫力が弱いなどの欠陥を持つ。その結果、ドームでの居住を余儀なくされ、ウームシスにより管理生産される。創造主にとっては失敗作であり、破棄されるべき存在。
移民局 オートレイヴ処理課
ビンセントが勤めていた部署で、コギトに感染したオートレイブの処理または感染の確認などを行っている。処理に際しては銃器等の武器を使用することもあるが、それほど充実しているわけではないため仕留めたオートレイブの損傷は激しい場合が多い。
ウームシス
ロムド市民全員が誕生する人工子宮（人間もどきであるがためにロムド市民には生殖能力がない）。ドーム内での人々の生活の安定のために人口の調節が行われている。またドーム内にプラクシーがいなくなるとその運営に大きな支障をきたす（沈黙する）事になる。ハロスなどのドームにも同様のものがある。エルゴ失踪でウームシスが沈黙したとき、ドノブはモスコに侵攻し、エルゴの代わりにモナドを拉致したことでウームシスの機能を回復することに成功していた。しかし実際には同時期に、壊滅させたモスコから引き受けた移民の中にヴィンセント（記憶を失ったエルゴ）も含まれていたため、ウームシスの回復が昏睡したモナドによるものかは明らかではない。
オートレイヴ
この世界で使用されているロボット。
アントラージュ型
主人である人物に随行するオートレイブ。随行する人物に指示を与えたり、情報の検索、メディカルチェックなどの機能が備えられている。
愛玩型
持ち主の愛の対象として作られているオートレイブ。他のオートレイブに比べると顔の造詣が人間に近いまたはそっくりのものが多く、主に子供や女性が主流となっている。上記のアントラージュ型のような機能は備え付けられていないが、絵画や楽器演奏などの機能は備わっている模様。
武装型
警備局にある大型のオートレイブ。銃器が装備されており、背部に操縦席が設けられている。
ナイツ
ハロスを襲撃していたオートレイブ。ハロスの兵士達を滅ぼすためにカズキス・ハウアーがアスラで製造していた。
海馬ファイル
オートレイブにある記憶中枢。廃棄されたオートレイブはこの部分を調べられることでコギトの感染を判断される。またこれにより対象となるオートレイブの記憶をたどることができる。
コギトウイルス
オートレイブに取り付き自我を持たせるウイルスプログラム。名前はラテン語の「コギト（私は考える）」に由来している。このウイルスプログラムに取り付かれたオートレイブは主人である人間の言うことを聞かなくなり、場合によっては暴走などのトラブルを引き起こすことがある。
オートレイブはコギトウイルスに感染した直後、天に向かって祈りを捧げる仕草をする。また感染オートレイブはほぼ同じ逃走経路を辿る傾向がある。ブーメランプロジェクト（BP）にも何らかの関係があるらしい。
コミューン
様々な理由でロムドを離れざるを得なくなった人々の暮らす集落。ドームに隣接し、ドームからの廃棄物などに依存している。気温が低く、感染症によりドーム逸脱者の8割が死亡するなど環境が厳しい。またロムドの警備用オートレイブの定期巡回のため、常にロムドの脅威にさらされている。発見された人間は射殺されてしまう。集落の人々の中にはロムドへの帰還を切望している者もおり、あまりまとまりがあるようには見受けられない。
シティ・ライツ・ブックストア
市民管理局
市民警備局
市民厚生局
市民情報局
人類先史
数千年前、人類は石油・石炭に代わる資源としてメタンハイドレートを見出すが、そのメタンハイドレート層の崩壊によって地球上の生物の85%を死滅させてしまう。人類自らも生存の危機に立たされ、ブーメランプロジェクトとプラクシープロジェクトという二重の発動により人類の再生・生存を計画した。
長い年月の末、ついにプラクシーワンが完全な人類の再生に成功し、同時にブーメラン号でも生き残っていた人類も地球への帰還を開始する。
センツォン・トトチティン
帆船のような乗り物。通称「400羽のウサギ」。フーディー以外は誰も見たことがないためその存在が疑問視されていたが、フーディーの住家の近くにある湖に封印されていた。コミューンからの脱出の際に用いられ、以後ビンセントたちはこれに乗ってモスコを目指すことになった。動力が風であるため燃料切れの心配はない反面、風のない場合あるいは風の強い場合は出発できないという帆船ならではの欠点もある。
創造主
この世界において、絶対的な意味での創造主とは地球から脱出しプラクシープロジェクトを計画した人類のことをさし、プラクシーはその代理人に過ぎない。一方、各ドームにおいて、住人（人間もどき、オートレイヴ）たちにとっての創造主はプラクシーである。
定期便
ロムドの外およびコミューン周辺を巡回する警備用オートレイブ。毎日決まった時間に決まったコースを巡回する。銃器の武装もあり、普段は空中を浮遊して移動するが水中でも行動可能である。あくまで設定された範囲、コースを巡回するだけで、設定された範囲を逸脱した目標に関してはそれ以上の追尾をすることは無い。また、オートレイヴに対する発砲も設定されていない。
ドーム
ロムド
モスコ
ハロス
アスラ
無人のドーム
レフプラクシーのドーム
プラクシーワンのドーム
ワンが唯一再生に成功した（完全な）人類が暮らすドーム。ラウルの発射したラプチュア(核ミサイル)により壊滅、再生された人類も滅亡する。
スマイル園
ブーメランスター号
惑星間移民船（俗称 疎開船）。地球環境の悪化による絶滅の危機を避けるために、人類により静止衛星軌道上で造船された宇宙船。
ブーメランプロジェクト
上記の疎開船により一部の人類が地球を脱出し、地球が人間の生存可能な条件を回復するまで疎開船で人類が存続できれば、環境が回復した際に帰還する計画。後述のプラクシープロジェクトとは独立に計画・実行された。ブーメランプロジェクトは「第一オプション」（by デダルス）であると考えられ、地球に帰還すべき人類が生存していた場合は、地球への帰還にとって障害になる地球に先住している人類（もどき）を、コギトウイルスによる暴走オートレイヴにより取り除くことも画策されていた。プラクシーが日光の下で生きられずに環境回復した地球から一掃されることも、この計画の一部であると推測される。
プラクシープロジェクト
ダブルピーと略す事もある。環境破壊された地球上でも存命でき、不死であるプラクシー達が、地球環境が比較的正常に戻ったと判断したときに人類の再生を行うことを目的とした計画。実際には環境回復に予測以上の時間を要したため、劣悪な環境で計画が開始されることとなったうえ、プラクシーのもつ再生人類のデータも長期間にわたる記憶での容量オーバーなどにより欠損し、ほとんどのプラクシーは、「不完全な創造主」として、子孫を残せない人類もどきという形でしか再生を行なえないことになった。本来、再生人類のために使われるはずのオートレイヴも人間もどきの維持のために使われているロムドは失敗作といえる。エルゴはロムドで人類の再生に失敗したことに気付き、それでも彼らを排除できないことから、失意の内にロムドを捨てることになった。
ミュータント
ピノが見つけた洞窟に生息していた生物。数千年の間、微弱な有毒ガスに蝕まれミュータント化した、ブーメランプロジェクトで取り残された人類の成れの果てと思われる。有毒ガスへの適応を果たした結果、正常な大気の下では生存できなくなった。洞窟の入り口近辺、ガス濃度の薄まった部分で朽ち果てていたのはこの為である。知能的にも退化が見られるが、人間もどきにはない生殖能力を維持している。
ライトレール
ドーム内に作られた路上鉄道
ラプチュア
ロムドによるモスコ侵攻の際に使用された熱核反応爆弾。モスコ侵攻終了後も地下施設にて封印されていたが、ラウルによってプラクシーワンのドームに向け発射された。ちなみにロムド市民は何も知らされていないため「光の柱」という認識しかされていない。
レゾンデートル
フランス語で「存在理由」の意。デダルスとイギーのレゾンデートルは共にリルであった。だが双方ともそのレゾンデートルの視界に自分が居ないことに苦悩、嫉妬し、狂気に身を落とすこととなっていった。
ADW（Aus Der Wickel）プロジェクト
ラウルが提唱した人体改造計画。プラクシーがいなくなり滅亡の一途を辿るロムドを救うため、プラクシーがいなくとも自分たち市民が変わればいいという考えに基づいている。詳細は不明だが人間もどきと完全な人間の違いから推測すると、免疫力の向上や生殖能力の回復などが考えられる。結果的に失敗に終わり、ロムドの人口の9割が死滅するという大惨事になった。
AHT
FP（Fundamental Particle）光線
U4

## 引用

### 人名・単語の元ネタ
- リル124C41+ （re-l124C41+） One to forsee for one - ラルフ124C41+ （Ralph 124C41+） ヒューゴー・ガーンズバック（Hugo Gernsback）
- デダルス - ダイダロス（Δαίδαλος）ギリシャ神話より イカロスの父
- クリステヴァ - ジュリア・クリステヴァ（Julia Kristeva）
- ドゥルーズ - ジル・ドゥルーズ（Gilles Deleuze）
- ガタリ - フェリックス・ガタリ（Félix Guattari）
- ラカン - ジャック・ラカン（Jacques Lacan）
- デリタ - ジャック・デリダ（Jacques Derrida）
- フッサール - エドムント・フッサール（Edmund Gustav Albrecht Husserl）
- バークリー - ジョージ・バークリー（George Berkeley）
- エルゴ - 我思う、ゆえに我あり（cogito, ergo sum）ルネ・デカルト（René Descartes）
- モナド - モナド（monado）ライプニッツ（Leibniz）「単子論」
- アムリタ - アムリタ（Amrita） インド神話より
- アスラ - アスラ（असुर） インド神話より
- センツォン・トトチティン -センツォン・トトチティン  アステカ神話より

## スタッフ
- 原作・アニメーション制作 - manglobe[1]
- 監督 - 村瀬修功[1]
- チーフライター - 佐藤大[1]
- キャラクターデザイン - 恩田尚之[1]
- セットデザイン - 佐藤道明
- デザインワークス - 佐山善則、山根公利、柳瀬敬之[1]
- デザイン協力 - 出渕裕[1]
- 美術 - 青井孝
- 色彩設計 - 山崎紀代美（第12話まで）→吉村智恵、久保木裕一（第13話から）
- 撮影監督 - 山田和弘
- 編集 - 長坂智樹
- 音楽 - 池頼広[1]
- 音楽プロデューサー - 上田耕行
- 音響監督 - 百瀬慶一
- フォーリーアーティスト - 佐藤秀国
- プロデューサー - 松田章男、藤井さとし、鈴木路子、河内山隆
- 製作 - ジェネオン エンタテインメント、GENEON ENTERTAINMENT USA、WOWOW、manglobe

## 主題歌
- メインテーマ: PARANOID ANDROID (Radiohead)
- オープニングテーマ: kiri (MONORAL)
- エンディングテーマ: Fellow Citizens  (池頼広)

※動画配信版では本放送のエンディングテーマで使われていたPARANOID ANDROIDがFellow Citizensに差し替えられている

## 各話リスト
| 話数            | サブタイトル                                                    | 脚本                      | 絵コンテ            | 演出       | 作画監督                                                   |
| --------------- | --------------------------------------------------------------- | ------------------------- | ------------------- | ---------- | ---------------------------------------------------------- |
| meditatio I     | はじまりの鼓動 awakening                                        | 佐藤大                    | 村瀬修功            | 恒松圭     | 山田正樹                                                   |
| meditatio II    | 良き市民の告白 confession                                       | 佐藤大 浅山祐介           | 片山一良            | 鳥羽聡     | 寺田嘉一郎                                                 |
| meditatio III   | 無への跳躍 mazecity                                             | 佐藤大 浅山祐介           | 寺岡巌              | 五十嵐達矢 | 小森秀人 深澤謙二                                          |
| meditatio IV    | 未来詠み、未来黄泉 futu-risk                                    | 佐藤大                    | 村瀬修功 出合小都美 | 橋本巨樹   | 伊藤秀樹 浜津武広                                          |
| meditatio V     | 召還 TASOGARE                                                   | 高木聖子                  | 山本沙代            | 山本沙代   | 恩田尚之 山田正樹                                          |
| meditatio VI    | 帰還 domecoming                                                 | 川邊優子                  | 寺岡巌              | 恒松圭     | 竹森由加                                                   |
| meditatio VII   | リル124C41+ re-l124c41+                                         | 佐藤大                    | 村瀬修功            | 鳥羽聡     | 寺田嘉一郎                                                 |
| meditatio VIII  | 光線 shining sign                                               | 佐藤大 浅山祐介           | 増井壮一            | 西村大樹   | 小森秀人 小松英司                                          |
| meditatio IX    | 輝きの破片 angel's share                                        | 川邊優子                  | 寺岡巌              | 吉村章     | 深澤謙二                                                   |
| meditatio X     | 存在 cytotropism                                                | 高木聖子                  | 松尾衡              | 米田光宏   | 伊藤秀樹                                                   |
| meditatio XI    | 白い闇の中 anamnesis                                            | 佐藤大                    | 出合小都美          | 恒松圭     | 久留米雄吾 寺田嘉一郎                                      |
| meditatio XII   | 君微笑めば hideout                                              | 川邊優子                  | 寺岡巌              | 鳥羽聡     | 竹森由加                                                   |
| meditatio XIII  | 構想の死角 wrong way home                                       | 川邊優子                  | 増井壮一            | 五十嵐達矢 | 山田正樹 又賀大介                                          |
| meditatio XIV   | 貴方に似た誰か ophelia                                          | 永川成基                  | 村瀬修功            | 北村真咲   | 小森秀人 坂本千代子                                        |
| meditatio XV    | 生 悪夢のクイズSHOW 30分DE100万円! WHO WANTS TO BE IN JEOPARDY! | 佐藤大 マツモトジュンイチ | 山本沙代            | 山本沙代   | 小田剛生 山本善哉                                          |
| meditatio XVI   | デッドカーム busy doing nothing                                 | 高木聖子                  | 増井壮一            | 恒松圭     | 久留米雄吾 寺田嘉一郎                                      |
| meditatio XVII  | 終わらない闘い terra incognita                                  | 川邊優子                  | 寺岡巌              | 鳥羽聡     | 深澤謙二 竹森由加                                          |
| meditatio XVIII | 終着の調べ life after god                                       | 永川成基                  | 松尾衡              | 米田光宏   | 伊藤秀樹                                                   |
| meditatio XIX   | 少女スマイル eternal smile                                      | 佐藤大 浅山祐介           | 渡辺信一郎          | 山本沙代   | 小森秀人 坂本千代子                                        |
| meditatio XX    | 虚空の聖眼 Goodbye Vincent                                      | 川邊優子                  | 赤根和樹            | 五十嵐達矢 | 山田正樹 又賀大介                                          |
| meditatio XXI   | 時果つる処 shampoo planet                                       | 永川成基                  | 寺岡巌              | 恒松圭     | 恩田尚之、小森秀人 坂本千代子、小田剛生 深沢謙二、竹森由加 |
| meditatio XXII  | 桎梏 bilbul                                                     | 川邊優子                  | 増井壮一            | 鳥羽聡     | 寺田嘉一郎、久留米雄吾 小田剛生                            |
| meditatio XXIII | 代理人 deus ex machina                                          | 佐藤大                    | 村瀬修功            | 村瀬修功   | 恩田尚之、山田正樹 村瀬修功                                |

## 関連商品

### センツォン・ヒッチャーズ&アンダーテイカー
本作の劇中劇をコミカライズさせた漫画。『月刊サンデーGX』で連載された。